# Morsasco
Morsasco – miejscowość i gmina we Włoszech, w regionie Piemont, w prowincji Alessandria.
Według danych ze stycznia 2010 gminę zamieszkiwało 706 osób przy gęstości zaludnienia 69,1 os./1 km².